# Metoda rażenia z orbity szczątkowej
Metoda rażenia z orbity szczątkowej (FOBS, z ang. Fractional Orbital Bombardment System; także: cząstkowy orbitalny system bombardujący) – metoda realizacji lotu pocisku rakietowego polegająca na wysłaniu go na orbitę szczątkową, a potem deorbitacji w celu nagłego ataku. Sprawia to, że czas lotu głowic z orbity do celu jest krótszy niż czas od odpalenia klasycznej rakiety balistycznej do momentu porażenia celu; radary i obrona przeciwrakietowe są niezdolne do wczesnego wykrycia lecącego pocisku i głowic. Metoda ta nie zapobiega jednak wykryciu takiego pocisku przez satelity wczesnego ostrzegania.
Atak taką metodą testował Związek Radziecki w latach 60. XX wieku. Pozwalał on Sowietom wysyłanie pocisków międzykontynentalnych nad biegunem południowym w kierunku Ameryki Północnej, rażąc Stany Zjednoczone z kierunku nie obserwowanego przez system ostrzegania NORAD. Było to możliwe dzięki luce w traktacie o pokojowym wykorzystaniu przestrzeni kosmicznej. Zakazywał on stosowania broni masowego rażenia na orbicie, ale nie rozmieszczania jej tam. Umożliwiło to ZSRR na przeprowadzanie testów broni FOBS bez prawdziwych głowic.
Sowieci rozwijali trzy pociski wykorzystujące metodę rażenia z orbity szczątkowej, z czego jeden wszedł do użytku:
- R-36 – wszedł do służby w 1968, a pierwsza bateria osiągnęła gotowość bojową w 1969
- GR-1 – anulowany z powodu problemów z silnikiem rakietowym
- R-46 – anulowany, nie wyszedł poza fazę projektową

Porozumienie SALT II z 1979 zakazało stosowania broni FOBS:

Żadna ze stron nie będzie rozwijała, testowała, bądź rozmieszczała:
[...] (c) systemów rozmieszczania broni jądrowej, ani żadnej innej broni masowej zagłady, w tym pocisków do rażenia z orbity szczątkowej, na orbicie okołoziemskiej;

Istniejące pociski typu FOBS zostały wycofane ze służby w styczniu 1983, w ramach przestrzegania powyższego traktatu.